# Jim Alder
Jim Alder (Reino Unido, 10 de junio de 1940) es un ex atleta británico especializado en la prueba de maratón, en la que consiguió ser medallista de bronce europeo en 1969.

## Carrera deportiva
En el Campeonato Europeo de Atletismo de 1969 ganó la medalla de bronce en la carrera de maratón, recorriendo los 42,195 km en un tiempo de 2:19:05 segundos, llegando a meta tras su compatriota británico Ron Hill y el belga Gaston Roelants (plata).